# Johan Sigismund Schulin
 Der er flere personer med dette navn, se Johan Sigismund Schulin (flertydig).
Johan Sigismund lensgreve Schulin (født 16. august 1694 i Prichsenstadt, Franken, død 13. april 1750) var greve, gehejmeråd og hvad der svarer til dansk udenrigsminister under kongerne Christian 6. og Frederik 5.

## Ungdom og rejse til Danmark
Schulin var født 18. august 1694 i Prichsenstadt nær Ansbach, hvor hans fader var præst. Denne sørgede med omhu for, at han kunne få en god akademisk uddannelse, og efter at have gennemgået et gymnasium i Heilbronn studerede han på universiteterne i Jena, Helmstedt og Leiden. Det var et vidnesbyrd om det gode navn, han vandt sig, at han snart blev antaget som hovmester for de unge markgrever Frederik Ernst og Frederik Christian af Brandenburg-Kulmbach, brødre til den danske kronprinssesse Sophie Magdalene. Medens han beklædte denne stilling, forelskede han sig i en datter af en dr.jur. V.D. Veni og ægtede hende; men hun døde snart. Hvor svært han end i øjeblikket følte dette tab, kom det dog vistnok til at gavne ham med hensyn til hans fremtidige løbebane, da han vel næppe, hvis hans hustru var blevet i live, ville være kommet til at søge sin lykke i et fremmed land og derved være blevet en anset statsmand.
Da hans hustru var død, var han sin egen herre, så at han kunne følge den ældste af de unge markgrever til Danmark, og her kom han, som imidlertid havde kunnet pynte sig med titlen af bayreuthsk hofråd, i forbindelse både med markgrevernes moder, Christian 6.s svigermoder, og med ham selv, der den gang endnu var kronprins. Hvor stærkt han snart vandt prinsens yndest, derom vidner bl.a. et brev, sorn denne skrev til ham 1729, og hvori han ikke alene takkede ham for den omhu, han havde næret for de 2 unge markgrever, men tillige tilføjede de betydningsfulde ord: "Jeg ønskede intet højere, end at Gud måtte sætte mig i stand til at gjøre gjengjæld for den Trofasthed, han (Schulin) har vist imod hele Familien ... Jeg har endnu mange Desseins med ham." Husker man på, hvor nær tanken om den forestående kongegerning den gang måtte ligge kronprinsen, kan man ikke være i tvivl om, at han her har tænkt på at ville gøre brug af Schulin i statstjenesten.

## Hastig karriere under Christian 6.
Tiden til at gøre alvor heraf kom snart, da Frederik 4. døde natten imellem 11. og 12. oktober 1730. Ikke mere end et par måneder derefter gjorde Christian 6. Schulin til en af direktørerne i Generalpostamtet, en uge derefter udnævnte han ham til etatsråd, og 6. april 1731 optog han ham i den danske adel. Rask gik nu vejen videre opad, således at han, efter 1733 at være blevet sekretær i Tyske Kancelli, 28. maj 1735 blev oversekretær (præsident) i dette kollegium, hvad der ville sige, at han foruden at få, vigtige sider af Slesvigs og den kongelige del af Holstens styrelse i sin hånd tillige blev udenrigsminister. Dannebrogsordenen tilfaldt ham Schulin a., og efter at han 26. juli 1737 var blevet udnævnt til assessor i Konseillet, hvad der gav ham ret til at votere i dette, opnåede han højdepunktet af nådesbevisninger under Christian 6., da han 28. november 1738 blev virkelig gehejmeråd i konseillet. Året efter fik han l'union parfaite.
Den yndest, Christian 6. viste Schulin, var visselig fuldt berettiget. Schulin var afgjort en begavet mand med en skarp forstand og fortrinlig oplagt til at tumle med de udenrigske forhold, da han både var smidig og forsigtig, så han kunne være ganske uigennemtrængelig; han havde desuden øjnene godt med sig og, hvad der under diplomatiens krogveje nok kunne være brug for, tillige fornøden dristighed til, hvor det behøvedes, at nægte ubehagelige sandheder. Som personlighed efterlod han sig et godt minde her hjemme. Det blev bl.a. efter hans død sagt til hans ære, at uagtet han var født tysker, sluttede han sig helt til sit nye fædreland, lærte vort sprog til fuldkommenhed og gjorde personlig ikke det mindste for at trække sine landsmænd, end ikke sine egne brødre, ind i landet. Også vidste man at fortælle, at han i sit væsen var en meget behagelig mand.
Det omgængelige i hans måde at være på i forbindelse med det smidige hos ham og en vis forsigtighed, hvori man for øvrigt nok kunne være fristet til at se nogen beregning, kom ham overordentlig til gode i hans forhold til kongen. Thi hvor meget godmodigt, venligt og bravt der end fandtes hos denne, var han på grund af de besynderlig vidtgående meninger, han havde om sin kongelige magts ophøjethed, ikke altid ganske let at have at gøre med. Han krævede noget "submist" hos dem, som han ret skulle holde af at se om sig, og han havde en lidet behagelig lyst til i embedsmanden først og fremmest at ville se kongetjeneren. Foruden at komme godt ud af det med kongen ville det imidlertid også være af stor vigtighed at stå på en god fod med kongens damer, hans svigermoder, markgrevinden af Bayreuth, og dronningen, Sophie Magdalene, der begge gjaldt meget hos Christian 6., og af hvilke markgrevinden var en ærgerrig fyrstinde, som havde lyst til at spille en politisk rolle og på grund af den respekt, kongen havde for hende, ingenlunde var ude af stand til at gøre det. Schulin havde imidlertid det rette greb på at behandle disse damer, som desuden i ham ikke uden grund så en mand, der i sin tidligere stilling som hovmester for dronningens 2 brødre havde gjort sig fortjent af familien. Hertil kom, at Sophie Magdalene med sine ødsle tilbøjeligheder, især efter at hun havde kastet sig ind i byggeforetagenderne ved Hirschholm Slot, idelig var i pengeforlegenhed og under de vanskeligheder, den voldte hende, ikke kendte nogen bedre rådgiver end Schulin. Der kunne være noget tiltalende for denne ved den tillid, der således vistes ham, og den omfattende brevveksling, kongen førte med ham, indeholder mange træk af virkeligt venskab fra kongens side og af omhu hos ham for Schulins vel. Som et enkelt betegnende træk af kongens venskab for ham kan det nævnes, at han forærede ham herresædet Frederiksdal i Nordsjælland, og året efter påbegyndtes byggeriet af Schulins lystslot, der blev en fast base for den nye adelsslægt. Landstedet stod færdigt 1747.
Men ganske sikkert var det besværligt for Schulin at skulle fungere som et slags husminister og blive overhængt med en mængde anmodninger vedrørende kongefamiliens private forhold, som f.eks. at skulle skaffe bankaktier afsatte for kongen, give råd om tegninger til Christiansborg Slot, ja lige til at skulle sige dronningen sin mening om nye tjenestefolk, der skulle antages, eller om, hvad hun skulle skrive til sin yngste broder, når han gjorde skandaler, og først og fremmest om, hvorledes hun skulle komme ud af sine pengesorger. Det var et ikke ringe tillæg af trættende småting, der herved føjedes til Schulins ansvarsfulde statsmandsgerning.
Så længe Christian 6. levede, kan man vistnok ikke sige, at Schulin som minister alene bestemte statens ydre politik, thi kongen ville i virkeligheden her selv være den styrende; men han trængte i høj grad til råd af andre, og der kan ingen tvivl være om, at Schulin efterhånden her blev den, hvis ord i udenrigske sager gjaldt mest, ligesom det er en selvfølge, at han ved sit forhold både til de indenlandske og de fremmede diplomater på mange måder kunne udøve indflydelse.

## Udenrigspolitik og alliancer
Den gang Schulin tiltrådte sin ministerplads, havde staten for kort tid siden sluttet forsvarsforbund med England og med Sverige, ligesom forholdet til Rusland også måtte gælde for venskabeligt, og det fremtrædende ønske hos Schulin som hos kongen var, at freden i Norden kunne blive bevaret. Men der var uheldigvis en stærk spænding imellem Rusland og Sverige, i hvilket sidste land Hattepartiet snart kom til roret og nærede planer om at vinde oprejsning for tabene ved Freden i Nystad. Bag dette parti stod tydelig nok Frankrig, som på denne tid indtog en i høj grad imponerende stilling i Europa. Under indtrykket af, at det om kort tid på denne kant ville komme til et brud, hævede der sig blandt statsmændene her hjemme røster for, at man, hvis det skete, skulle forene sig med Sverige og dets stærke ven Frankrig, for at Rusland, hvis overmagt havde vist sig at kunne være truende nok, kunne blive trængt tilbage og lejligheden tillige blive nyttet til at vinde en udvidelse af dansk-norsk område, samtidig med at Sverige naturligvis også skulle blive stærkere. Både fra Frankrigs og Sveriges side lød der lokkende røster, og da der tillige var forskellige grunde til misnøje med Frankrigs gamle medbejler England, blev følgen en svingning over imod Frankrig ved nytårstid 1740, som 2 år senere fremkaldte afslutningen af et forbund 15. marts 1742 og en dertil knyttet handelstraktat af 23. august 1742. Foruden Poul Vendelbo Løvenørn havde Schulin stor del i denne svingning, og kongen udtalte da også sin store tilfredshed med, hvad han havde gjort for at bane vejen til denne forbindelse.
Men til trods for, at denne alliance syntes at frembyde betydelige fordele for vort fædreland, udviklede der sig dog netop nu forhold, som Christian 6. og Schulin ikke kunne magte. Da svenskerne nemlig i 1741 højst ubesindig havde begyndt krig med Rusland, gik det dem såre galt i kampen, således at de ved en kapitulation 4. september 1742 endog måtte rømme Finland, og medens denne ulykkelige krig gik sin gang, kom spørgsmålet om valget af en tronfølger i Sverige frem på den svenske rigsdag. Som vel kendt bejlede Christian 6. til denne stilling først for sig selv og siden for sin søn, Kronprins Frederik, i det han i tilfælde af et sligt valg lovede hjælp imod Rusland. Det var altså en fornyelse af Kalmarunionen, der her var på bane. At en sådan ville være forbunden med vanskeligheder, kunne ikke være skjult for nogen; men både kongen og Schulin håbede ikke alene, at der på den måde skulle vindes forøget glans for det
Oldenborgske hus, men også at der skulle opnås varige goder for Norden i det hele. "Jeg ser godt", skrev Schulin derom, "hvor meget de 3 nordiske Kongeriger vilde vinde i Magt, Selvstændighed og lykke, naar deres Interesser bleve de samme, efter at de hidtil havde været, om end ikke hverandre fuldstændig modsatte, saa dog adskilte. De fælles Fordele, der ville blive følgen deraf, ere alt for mange til, at en stor Del af dem ikke let skulle falde i øjnene på den, der vil tænke over dem. Jeg ser heller ikke andet, end at Sagen maa være mulig. Under den nuværende Stilling i Norden ere Danmarks og Sveriges Interesser de samme med hensyn til alle de evropæiske Hoffer, og det er kun deres adskillelse, som forhindrer dem fra altid at stemme overens og saa er der enhed, hvad Nationalitet og Religion angår, ikke mindre end med hensyn til Handel og Kongerigernes indre saa vel som ydre Forhold."
Men denne plan mislykkedes som vel bekendt. Til trods for, at Hattepartiet en tid havde anglet efter Christian 6.s hjælp, optrådte det, da tronfølgerspørgsmålet kom til at foreligge, bestemt imod at tage den danske kronprins til tronfølger, og tilnærmelsen til hoffet i Versailles var så langt fra at være til gavn for unionspolitikken, at dette endog bestemt bekæmpede denne. Endelig kom som det afgørende, at kejserinde Elisabeth af Rusland ved de russiske våbens fremgang fik det i sin hånd at diktere svenskerne freden, og da hun som vilkår for at lade Sverige få den største del af Finland tilbage krævede, at det skulle tage hendes slægtning, den gottorpske prins Adolf Frederik, til tronfølger, var dennes valg dermed en afgjort sag.
Om det ville have været til Nordens lykke, hvis Christian 6.s og Schulins politik havde sejret, kan være meget tvivlsomt; men en kendsgerning var det desto værre, at der ved det nederlag, den led, nu var fremkommet den for vort fædreland meget slemme stilling, at både Sverige og Rusland, i hvilket land kejserinden havde gjort sin søstersøn, den gottorpske hertug Karl Peter Ulrik, til tronfølger, snart ville få herskere, der var opfyldte af levende had imod det danske kongehus. Opgaven for dansk statsmandskunst måtte nu blive at afværge de farer, der truede fra disse kanter, og det var derpå, at først Schulin og så den ældre Bernstorff i en række år indsatte et talentfuldt og ihærdigt arbejde. I de første år, i hvilke Schulin havde virket, kan hans politiske færd nok ved enkelte lejligheder kritiseres; men i tiden efter afslutningen af den svenske tronfølgersag og dens nærmeste
eftervirkninger kan man kun med udelt anerkendelse følge hans ledelse af den udenrigske politik.

## Diplomatisk succes
Han havde således åbenbart stor del i, at det lykkedes ved klog benyttelse af en personlig misstemning hos kejserinde Elisabeth imod den nylig af hende så stærkt støttede svenske tronfølger Adolf Frederik og ved hjælp af den russiske kansler Pjotr Bestuschev at besejre den levende uvilje imod Danmark-Norge, der i nogen tid havde haft magten ved det russiske hof, og at få sluttet en traktat (10. juni 1746) med kejserinden, der ikke alene gav tryghed fra den side, så længe hun levede, men også skaffede russisk garanti for Slesvig imod krav, der måtte blive gjorte gældende fra andre gottorperes end Karl Peter Ulriks side, altså netop af Adolf Frederik, og tillige indeholdt tilsagn om, at kejserinden ville yde sine gode tjenester for at formå sin nysnævnte søstersøn til på venskabelig måde at udjævne sin familiestrid med den danske konge. Og 3 måneder i forvejen (9. april 1746) havde Schulin været heldig med at få sluttet en traktat med Frankrig, hvilken stat under mistanke om tilnærmelse imellem Danmark-Norge og England, særlig på grund af kronprins Frederiks giftermål med den engelske prinsesse Louise, i den sidste tid havde indtaget en meget uvenlig holdning. Man havde stået over for en for øvrigt i Frankrig jævnlig tilbagevendende opfattelse, at det alene burde støtte Sverige, og at dette kun kunne ske ved på enhver måde at modarbejde Danmark. Men dette standpunkt fik Schulin og hans talentfulde hjælper Bernstorff, der var statsafsending i Paris, den franske regering bort fra, og den nye traktat, der blev sluttet, var meget fordelagtig, da den dels sikrede Danmark-Norge betydelige subsidier, dels stadfæstede Frankrigs ældre garanti for Slesvig. Det lod sig derefter håbe, at man ville kunne bringe den franske regering til at være med om at formå Adolf Frederik i Sverige til at komme det ønske i møde, som man så stærkt havde om at få udjævnet den gottorpske strid med den linje af gottorperne, hvis chef han var. Der kan overhovedet ingen tvivl være om, at det ved disse traktater var lykkedes i høj grad at forbedre stillingen udad til i sammenligning med, hvad den havde været i begyndelsen af 1744.

## Diplomatisk balancegang mellem stormagter
Da Christian 6. døde 1746, var dermed den konge borte, på hvis personlige yndest Schulins høje stilling beroede. Men der blev dog ikke rokket ved den. Den unge Frederik 5., der nu besteg tronen, havde respekt for ham, og det var tillige et stort held, at den mand, der straks fra først af blev den altformående yndling hos Frederik 5., nemlig Adam Gottlob Moltke, følte både hengivenhed og ærbødighed for Schulin, hvis udenrigske politik han holdt for den rette. Han gav ham derfor al den støtte hos kongen, som han formåede. Når det var et ydre tegn på den unge konges tillid til Schulin, at han gjorde ham til Ridder af Elefanten 4. september 1747, så var hovedsagen dog, at han lod ham være den rådende på den ydre politiks område. Og om end adskilligt var vundet i Christian 6.s sidste år, kom der dog forhold, der gjorde en klog ledelse nødvendig. Den russiske kansler Bestuschev, som på denne tid ledede Ruslands politik, var nemlig bittert stemt både imod Preussen og Sverige, i det han med hensyn til det sidste land ønskede at få Adolf Frederik fortrængt og at skille Finland der fra. Men hertil ville han have Danmark-Norges hjælp, og for at få den fremhævede han stærkt den fælles interesse, hofferne i København og Moskva havde af at hindre Adolf Frederik i at gennemføre farlige planer, som han sigtede ham for at nære, nemlig at ville få kongemagten gjort stærk i Sverige.
Men skønt der ganske vist ved dette sidste punkt var skabt et bånd imellem Rusland og vort fædreland, og man i København med grund holdt Adolf Frederik for at være fjendtligsindet imod det danske kongehus, ville Schulin dog ikke på nogen måde lade staten blive trukket på slæbetov af Bestuschev. Han gennemskuede ganske klart det lidenskabelige og ensidige i dennes politik, han fandt ikke, at man havde den ringeste ret til at søge at få Adolf Frederik forjaget, et skridt, hvorved man ville vække hele det svenske folks forbitrelse, det var ham indlysende, at ved at gå Ruslands ærinde ville den dansk-norske stat blive udsat for et farligt angreb fra Preussens side, og endelig ville det derved helt støde Frankrig fra sig; men denne stat mente han netop kunne gøre udmærket gavn med hensyn til at skabe en udsoning af den gottorpske strid med Adolf Frederik, hvad han i øjeblikket anså for det vigtigste af alt. I kraft af dette standpunkt holdt han vistnok underhandlinger gående med Rusland for ikke i utide at støde det fra sig; men han gjorde det med koldblodighed og forsigtighed, således at han ikke bandt staten, men kunne vælge det afgørende parti, når det rette øjeblik kom.
Dette kom, da Frederik 2. af Preussen og Frankrig i 1749 optrådte bestemt imod Bestuschevs politik, og da den franske regering, støttet af Preussen, søgte at drage vort fædreland over til sig, bl.a. ved at love at opfylde dets ønsker om at på virke den svenske tronfølger til at komme det i møde. Samtidig tilbød den også fornyelse af forbundet af 1746 på gunstige vilkår. Schulin så klart, hvorledes stillingen begyndte at blive heldig, og det så meget mere som også England, der stod Rusland nær, gjorde regeringen i København tilbud for at drage den til sig. Heraf forstod han at benytte sig til at opnå den pris, han ville have for at nærme sig til Frankrig, og jo mere hoffet i Versailles under disse forhold attråede et forbund med den dansk-norske stat, desto bedre udsigt blev der for Schulin til at få det franske diplomati til at arbejde i dansk interesse i Sverige, hvor Hattepartiets førere, skønt de sandelig ikke vare velsindede, så nødvendigheden af at tage hensyn til, hvad Frankrig førte ordet for. Det var da også umuligt for Adolf Frederik, om han end nødig ville give efter, i længden at holde stand imod de indtrængende forestillinger, der gjordes ham. Således kom det 7. august 1749 til præliminærer til en overenskomst imellem denne og det danske hof på vilkår, som dette var tilfreds med; en uge efter fornyedes Danmarks forbund med Frankrig 14. august, og 5. oktober blev et forbund med Sverige af 1739 ligeledes fornyet. Bernstorff havde et par måneder tidligere skrevet til Schulin: "Jeg tror ikke, at der overhovedet findes nogen vigtigere og for Kongens Tjeneste fordelagtigere Sag end den, hvorom deres Exc. for Øjeblikket underhandler med Frankrig og Sverige. Hvis De har held med Dem, vil der uden Tvivl blive opnået det vigtigste af alt, hvad vi kunne ønske for Hans Majestæts Storhed og Sikkerhed og for Hans Krones Vel.", men netop dette held havde Schulin haft.
Jo uhyggeligere Bestuschevs politik havde været i disse år, og jo mere han havde lagt an på under en almindelig europæisk konflikt at bruge vort fædreland til at gå Ruslands ærinde på en for det selv såre farlig måde, desto rigtigere og klogere havde Schulins ledelse af den udenrigske styrelse været; men det må erkendes, at han foruden af Bernstorff også havde været godt støttet af sine kolleger i konseillet og af A.G. Moltke. Kongen selv, der fra først af åbenbart havde haft noget ondt ved at følge ham, kom stedse mere til at se det rette i hans politik, og det var som en anerkjendelse af det heldige i ledelsen, at han 31. marts 1750 gjorde både Schulin og de 3 andre konseilsherrer samt Moltke til lensgrever. Men Schulin fik ikke længe lejlighed til at glæde sig over sin ophøjelse, thi allerede 13. april samme år døde han af en hidsig sygdom. Han fik således ikke oprettet et grevskab, men titlen gik alligevel i arv for familiens mandlige overhoved.
Dette dødsfald forhindrede ham også fra at opleve den endelige afslutning af sit værk, da præliminærerne af 7. august 1749 gik over til 25. april 1750 at blive en definitiv mageskiftetraktat med Adolf Frederik. Derved sikrede staten sig, at hvis storfyrsten af Rusland døde uden arvinger, hvad man den gang holdt for sandsynligt, de svenske gottorpere ikke ville gøre krav på den tidligere gottorpske del af Slesvig, og tillige, at de ville mageskifte den hertugelige del af Holsten imod Oldenborg og Delmenhorst. Staten ville derved slippe for de bryderier, som delingen af Holsten hidtil havde haft som følge, og man ville være tryg imod, at en del af Holsten i det mindste i lang tid kunne komme til at stå under en svensk konge.
Da Schulin døde, udtalte Frederik 5. personlig for en større kreds: "Jeg har tabt en stor Minister og en Minister, som jeg har holdt overordentlig meget af." Vi forstå fuldstændig denne dom, ikke alene fordi det fra flere sider hedder, at Schulin var en elskværdig mand, men først og fremmest på grund af det indtryk, vi have fået af den dygtighed, med hvilken han i det mindste fra 1744 havde ledet den udenrigske styrelse. I sammenligning med denne hans virksomhed har det mindre betydning, men bør dog nævnes, at han, da General-landets-økonomi- og kommercekollegiet blev stiftet 5. Dec. 1735, fik sæde i det. Han har naturligvis som medlem af det virket med til den beskyttelsespolitik med hensyn til industri og handel, der var betegnende for denne tid. Bl.a. har han derved haft del i oprettelsen af Den kjøbenhavnske Bank. Også valgte Asiatisk Kompagni ham 12. april 1743 til sin præses.
Schulin ægtede i andet ægteskab 19. november 1732 Catharine Marie von Møsting, der fødte ham 5 børn, af hvilke de 3 døde som små. Af de 2, der overlevede ham, var det ældste en datter, det yngste en søn, Frederik Ludvig Schulin, der overtog grevskabet.